# 合同企業説明会
合同企業説明会（ごうどうきぎょうせつめいかい）とは、多数の企業が一箇所に集まり、求職者に対して求人のための会社説明会を行うイベントである。「合説（ごうせつ）」などと略されることもある。「合同面接会」「合同会社説明会」「合同就職セミナー」「企業展」「就職フェア」など様々な形式で催される。

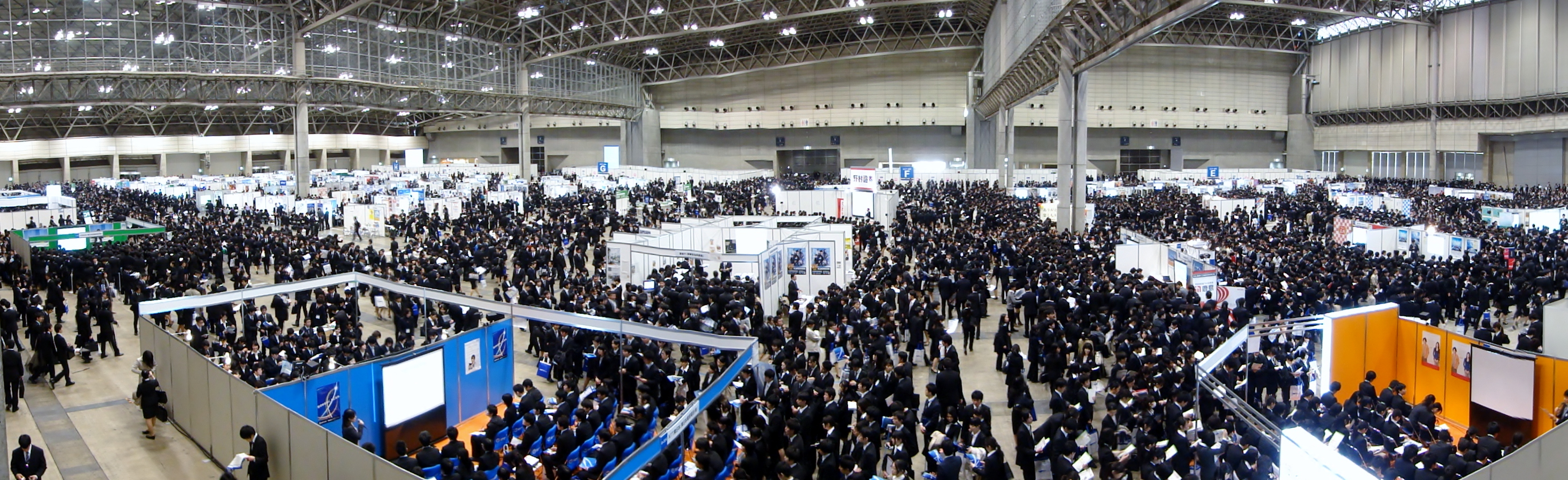
合同会社説明会の様子

## 概要

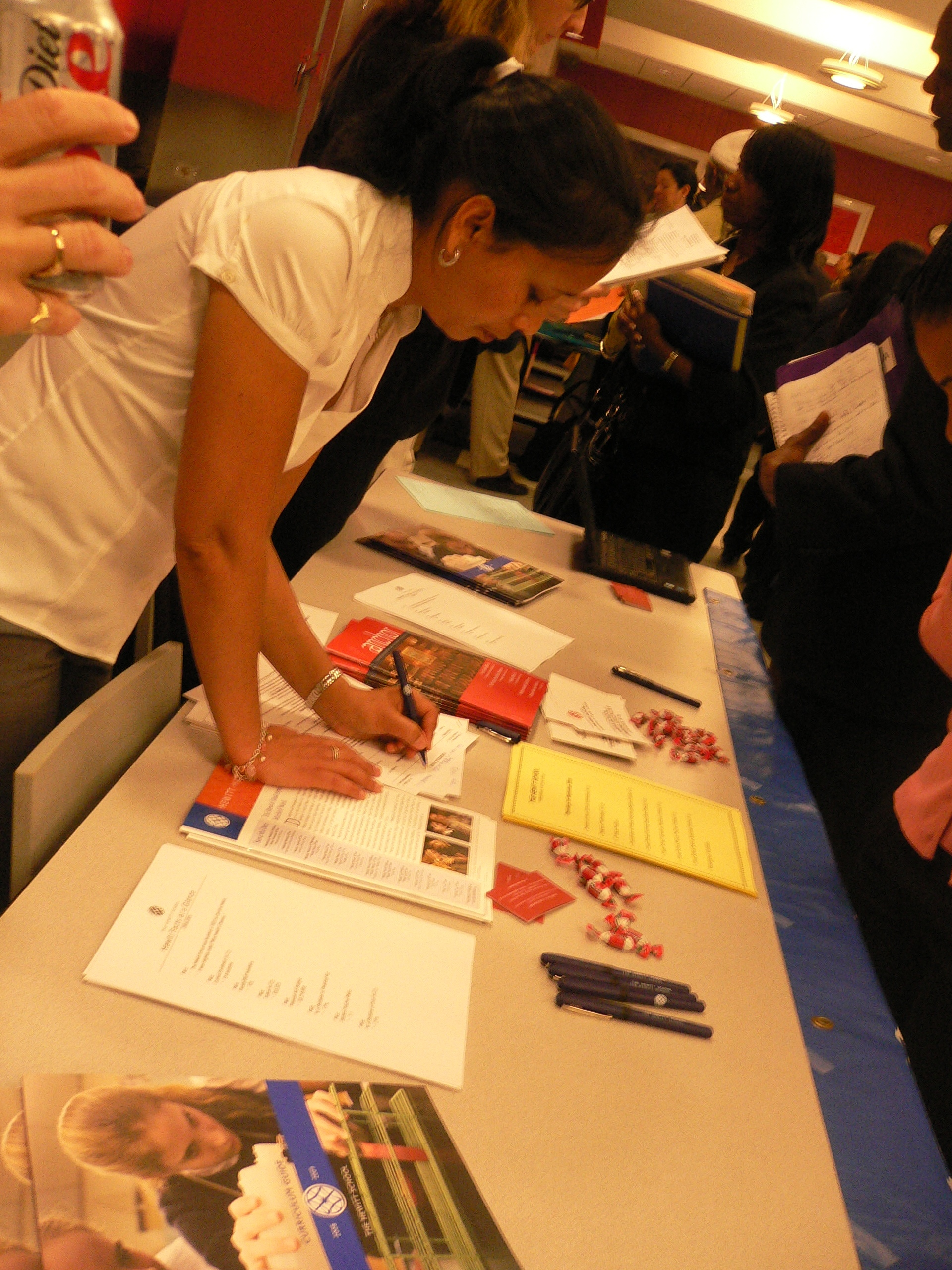
ニューヨークでの就活フェア

複数の企業が個別の企業ブースを作り、採用担当者が求職者に対して企業説明を行う場である。個別説明会と比較して企業全体の概要に関する説明が多い。

### 対象者
卒業予定の学生や転職希望者を主な対象としている。また、その両方を対象とするものもある。特に、志望する企業が絞り込めていない求職者を対象としている。

### 開催場所
主に大規模なイベントスペースのある会場が使われる。代表的な例としては、首都圏の東京ビッグサイトや幕張メッセ、東海地方のポートメッセなごやなどがある。